# Church Mission Society

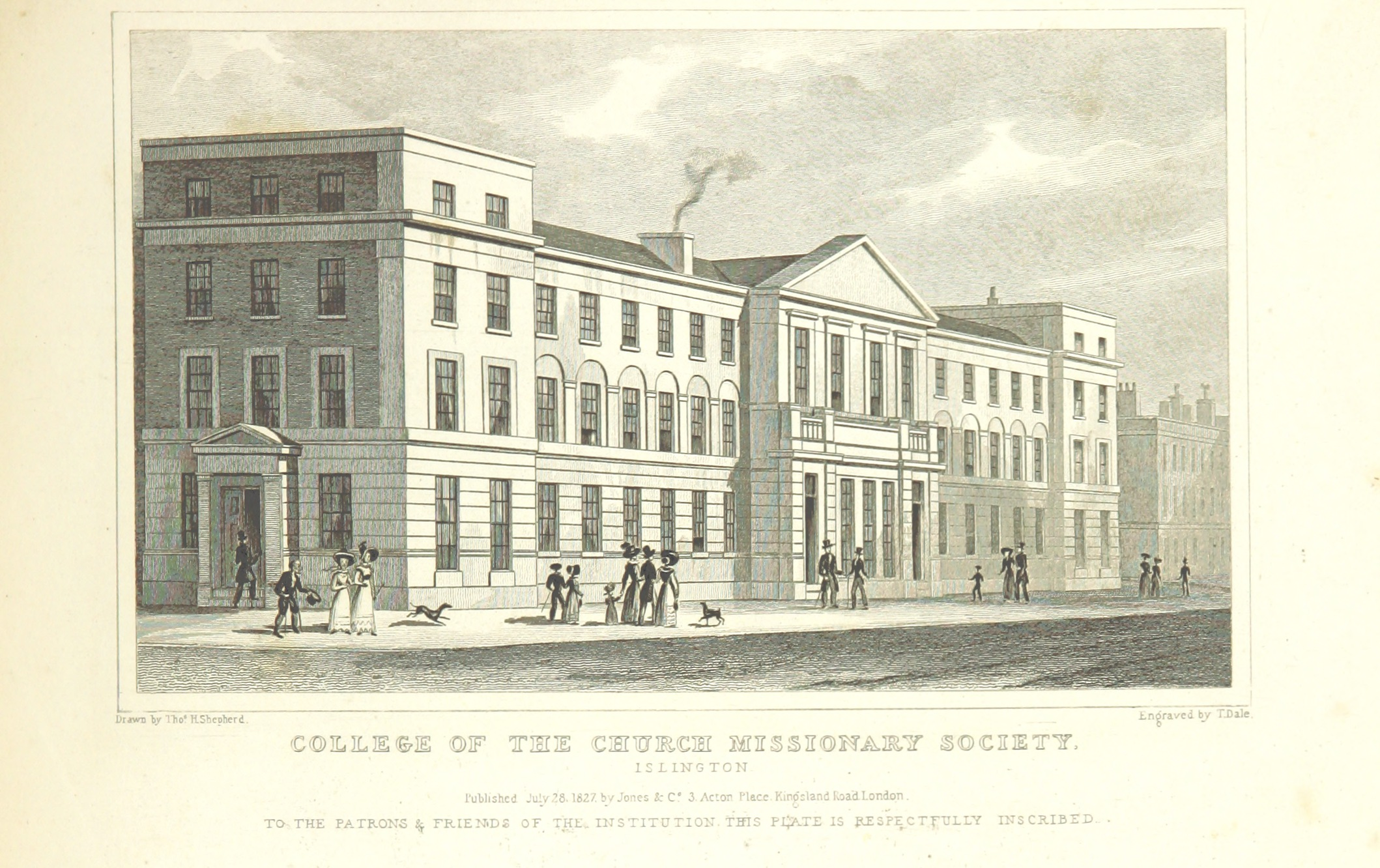
Kolegium Church Mission Society w Londynie (1828).

Church Mission Society – protestanckie towarzystwo misyjne założone 14 kwietnia 1799 roku, w wyniku połączenia dwóch organizacji anglikańskich: Society for Promoting Christian Knowledge (założonej w 1698 roku) i Society for the Propagation of the Gospel in Foreign Parts (założonej w 1701 roku). Celem utworzenia towarzystwa była ewangelizacja narodów niechrześcijańskich bądź reewangelizacja osłabłych w wierze diecezji Kościoła anglikańskiego w obrębie całego Imperium Brytyjskiego i jego strefie wpływów.
Większość najbardziej aktywnych członków nowego towarzystwa wywodziła się z kręgów zagranicznych, przede wszystkim z obszarów niemieckojęzycznych księstw i Szwajcarii. Pośród protestanckich organizacji wspierających Church Missionary Society w historii zapisały się wyjątkowo dwa towarzystwa: Ba-selermissionsgesellschaft (założone w 1815 roku) i Berlinermissionschule (powstała na skutek działalności Johana Jänicke w 1800 roku). Ta anglikańska organizacja zdominowana była przez Niemców, pośród których szczególnie wybijali się Melchior Renner i Peter Hartwig. Najbardziej znanym misjonarzem Church Missionary Society był anglikanin Henry Martyn (1781–1812). Ten prekursor protestanckich misji pośród hindusów i muzułmanów był tłumaczem Biblii na języki perski i arabski.